# Streatlam and Stainton
Streatlam and Stainton – civil parish w Anglii, w hrabstwie Durham. W 2011 civil parish liczyła 476 mieszkańców.